# 阪南市立上荘小学校
阪南市立上荘小学校（はんなんしりつ かみしょうしょうがっこう）は、大阪府阪南市下出にある公立小学校。

## 沿革
- 1981年（昭和56年）4月1日 - 開校[1]。